# L-type-calciumkanaal

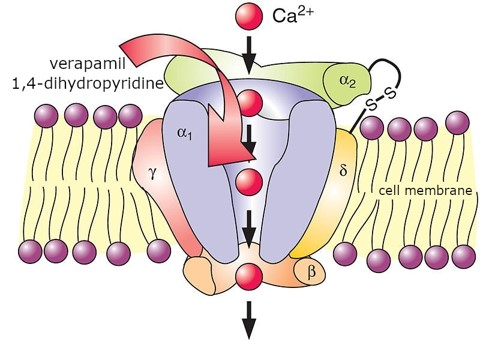
Een L-type calciumkanaal waarvan de subeenheden zijn gelabeld, samen met enkele geneesmiddelen waarvan bekend is dat ze het kanaal remmen.

Het L-type-calciumkanaal is een subtype van de voltage-gereguleerde calciumkanalen. De letter L staat voor de lange duur van de activatie van dit kanaal.
L-type-calciumkanalen komen onder andere voor in spiercellen en in neuronen. Het centrale onderdeel van deze kanalen, de α subunit, wordt gecodeerd door genen uit de CACNA1-familie.
Veel dierlijke cellen worden aangezet om een bepaalde actie uit te voeren door een verhoging van de concentratie van calcium-ionen in het cytoplasma. De L-kanalen spelen een belangrijke rol bij de instroom van deze ionen van buiten de cel. Ze worden daartoe aangezet door een (plotselinge) verhoging van de membraanpotentiaal van de cel, een actiepotentiaal. Verdere verhoging van de calciumconcentratie in de cel kan nog plaatsvinden doordat de instroom van calcium de ryanodinereceptoren activeert, die vervolgens calcium uit het sarcoplasmatisch reticulum (SR) loslaten. In spiercellen zorgt de verhoogde calciumconcentratie voor samentrekking van de cel, in cellen van klieren voor het afscheiden van vloeistof. Na afloop van een actiepotentiaal worden de calcium-ionen weer weggepompt, deels de cel uit (door de sarcolemmale calciumpomp en de natrium-calciumuitwisselaar) en deels naar het SR, door de SR calciumpomp.